# Padi (Ekron)

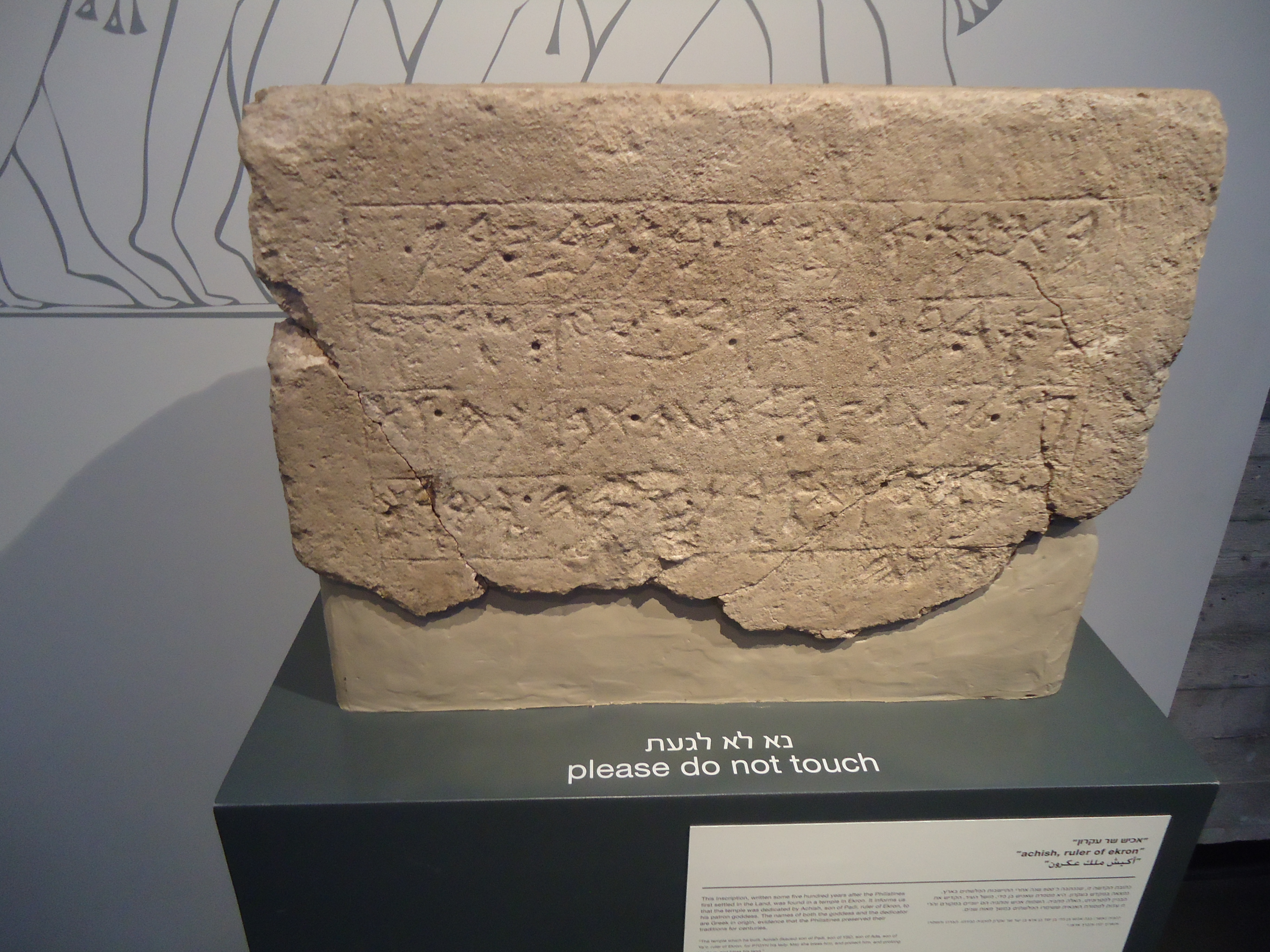
Ekroninscriptie (Israel Museum, Jeruzalem).

Padi (Filistijns  pdy) was stadsvorst over de Filistijnse stadstaat Ekron aan het einde van de achtste en het begin van de zevende eeuw v.Chr.
Volgens de Ekroninscriptie is hij een zoon van Yasid en stamt hij uit een geslacht van vorsten over Ekron, dat in die tijd een vazal was van Assyrië. Onder Padi groeide Ekron in omvang en betekenis.
In 704 v.Chr. sloten de aristocraten van Ekron zich aan bij de opstand van koning Hizkia van het koninkrijk Juda. Zij namen de pro-Assyrische Padi gevangen en leverde hem uit aan Hizkia, die hem gevangen zette. In 701 v.Chr. voerde de Assyrische koning Sanherib een veldtocht om de opstandige gebieden te heroveren. Hij executeerde de opstandige aristocraten van Ekron en voerde een deel van de bevolking in ballingschap weg. Padi bevrijdde hij uit handen van Hizkia en stelde hem opnieuw aan als stadsvorst van Ekron. In die hoedanigheid wordt hij nog genoemd op een bulla uit 699 v.Chr., waarop vermeld staat dat Padi een talent zilver afdraagt voor de bouw van Sanheribs nieuwe paleis.
Padi werd in ieder geval vóór 679 v.Chr. opgevolgd door zijn zoon Ikausu.
Padi wordt verder nog vermeld op een inscriptie, gevonden in het tempelcomplex in Ekron. De inscriptie luidt 'voor Baäl en voor Padi', en vertoont overeenkomsten in stijl met Neo-Assyrische inscripties door de verwijzing van burgers naar verantwoordelijkheid tegenover zowel de godheid als de koning.